# Theope pepo
Espèce
Theope kingi est une espèce d'insectes lépidoptères de la famille des Riodinidae et du genre Theope.

## Taxonomie
Theope pepo a été décrit par Jason Piers Wilton Hall et Keith Richard Willmott (d) en 1994.

## Description
Theope pepo est un papillon à l'apex des ailes antérieures anguleux et au  dessus des ailes bleu foncé avec aux ailes antérieures de larges bordures costale et externe noires laissant une plage bleue et une ligne submarginale de taches bleues de long du bord externe, alors que les ailes postérieures sont de couleur bleue suffusé de violet au bord interne.
Le revers est orange cuivré.

## Écologie et distribution
Theope pepo est présent à  Équateur.

### Protection
Pas de statut de protection particulier.